# Liste der Einträge im National Register of Historic Places im Moody County

Lage des Moody County in South Dakota

Die Liste der Einträge im National Register of Historic Places im Moody County in South Dakota führt alle Bauwerke und historischen Stätten im Moody County auf, die in das National Register of Historic Places aufgenommen wurden.

## Aktuelle Einträge
| [ 2 ] | Name                                                            | Bild | Eintragsdatum        | Lage                                                                                  | Ort                         | Beschreibung |
| ----- | --------------------------------------------------------------- | ---- | -------------------- | ------------------------------------------------------------------------------------- | --------------------------- | ------------ |
| 0     | Crystal Theatre                                                 |      | 2000 ID-Nr. 00001214 | 215 East 2nd Avenue 44° 2′ 57″ N, 96° 35′ 32″ W                                       | Flandreau                   |              |
| 2     | Egan Park                                                       |      | 2003 ID-Nr. 03000556 | 2nd Street 43° 59′ 58″ N, 96° 38′ 18″ W                                               | Egan                        |              |
| 3     | George Few House                                                |      | 1983 ID-Nr. 83003017 | 208 1st Avenue, East 44° 3′ 3″ N, 96° 35′ 32″ W                                       | Flandreau                   |              |
| 4     | First Scandinavian Baptist Church                               |      | 2000 ID-Nr. 00000999 | 478th Avenue 43° 52′ 15″ N, 96° 38′ 41″ W                                             | südlich von Trent           |              |
| 5     | Flandreau Masonic Temple                                        |      | 1989 ID-Nr. 89001725 | 300 East 2nd Avenue 44° 2′ 59″ N, 96° 35′ 27″ W                                       | Flandreau                   |              |
| 6     | Japanese Gardens Dance Pavilion                                 |      | 1994 ID-Nr. 94001390 | City park 44° 3′ 29″ N, 96° 34′ 15″ W                                                 | Flandreau                   |              |
| 7     | Little Village Farm Sale Barn                                   |      | 1995 ID-Nr. 95001469 | Abseits des US 77 43° 54′ 24″ N, 96° 41′ 18″ W                                        | nordöstlich von Dell Rapids |              |
| 8     | Moody County Courthouse                                         |      | 1993 ID-Nr. 92001863 | Pipestone Avenue zwischen Crescent Street und Wind Street 44° 2′ 53″ N, 96° 35′ 38″ W | Flandreau                   |              |
| 9     | Pettigrew Barns                                                 |      | 2004 ID-Nr. 04000473 | 309 East Broad Avenue 44° 2′ 41″ N, 96° 35′ 26″ W                                     | Flandreau                   |              |
| 10    | St. Mary's Episcopal Church                                     |      | 2001 ID-Nr. 01000998 | North Crescent Street 44° 3′ 29″ N, 96° 35′ 38″ W                                     | Flandreau                   |              |
| 11    | St. Vincent's Hotel                                             |      | 1983 ID-Nr. 83003018 | 100 North Wind Street 44° 2′ 55″ N, 96° 35′ 44″ W                                     | Flandreau                   |              |
| 12    | South Dakota Department of Transportation Bridge No. 51-051-000 |      | 2000 ID-Nr. 99001699 | Brücke über den Big Sioux River 44° 11′ 44″ N, 96° 47′ 4″ W                           | Fremont Township            |              |
| 13    | South Dakota Department of Transportation Bridge No. 51-102-010 |      | 2000 ID-Nr. 99001693 | 221st Street 44° 10′ 54″ N, 96° 41′ 18″ W                                             | Riverview Township          |              |
| 14    | South Dakota Dept. of Trans. Br. No. 51-124-136                 |      | 2001 ID-Nr. 01000090 | Brücke der 2nd Street über den Big Sioux River 43° 59′ 54″ N, 96° 38′ 19″ W           | Egan                        |              |

## Frühere Einträge
| [ 2 ] | Name                                            | Bild | Eintragsdatum        | Lage                                                                            | Ort       | Beschreibung                             |
| ----- | ----------------------------------------------- | ---- | -------------------- | ------------------------------------------------------------------------------- | --------- | ---------------------------------------- |
| 1     | Sioux River Bridge                              |      | 2008 ID-Nr. 99001696 | Brücke der 3rd Street über den Big Sioux River 43° 54′ 22,9″ N, 96° 39′ 46,5″ W | Trent     |                                          |
| 2     | South Dakota Dept. of Trans. Br. No. 51-140-078 |      | 2008 ID-Nr. 99001698 | Brücke über den Big Sioux River 44° 3′ 11,9″ N, 96° 35′ 36,6″ W                 | Flandreau |                                          |
| 3     | Ward Hall                                       |      | 2001 ID-Nr. 01001223 | Main Street 44° 9′ 16,9″ N, 96° 27′ 34,9″ W                                     | Ward      | Im Jahr 2009 aus dem Register gestrichen |